# Wilko de Vogt
Wilko de Vogt (Breda, 17 september 1975) is een Nederlands voormalig voetballer die als keeper speelde.
Hij tekende in juni 2010 een eenjarig contract bij FC Twente. Eerder kwam hij uit voor TVC '39, NAC Breda, Sheffield United, RBC Roosendaal, RKC Waalwijk, TOP Oss en VVV-Venlo. In het seizoen 2012-13 kwam hij op amateurbasis uit voor NAC Breda.

## Carrière
| Seizoen | Club             | Wedstrijden | Doelpunten | Competitie     |
| ------- | ---------------- | ----------- | ---------- | -------------- |
| 1996/99 | NAC Breda        | 9           | 0          | Eredivisie     |
| 1999/00 | NAC Breda        | 6           | 0          | Eerste divisie |
| 2000/01 | NAC              | 0           | 0          | Eredivisie     |
| 2001/02 | Sheffield United | 6           | 0          | Division 1     |
| 2002/03 | Sheffield United | 0           | 0          | Division 1     |
| 2002/03 | RBC Roosendaal   | 2           | 0          | Eredivisie     |
| 2003/04 | RKC Waalwijk     | 1           | 0          | Eredivisie     |
| 2004/05 | TOP Oss          | 30          | 0          | Eerste divisie |
| 2005/06 | TOP Oss          | 36          | 0          | Eerste divisie |
| 2006/07 | TOP Oss          | 36          | 0          | Eerste divisie |
| 2007/08 | TOP Oss          | 37          | 0          | Eerste divisie |
| 2008/09 | TOP Oss          | 37          | 0          | Eerste divisie |
| 2009/10 | FC Oss           | 33          | 0          | Eerste divisie |
| 2010/11 | FC Twente        | 0           | 0          | Eredivisie     |
| 2011/12 | VVV-Venlo        | 11          | 0          | Eredivisie     |
| 2012/13 | NAC Breda        | 0           | 0          | Eredivisie     |
| Totaal  |                  | 244         | 0          |                |